# Antonio Fernandes da Costa Junior
Antonio Fernandes da Costa Junior (Macaé, 29 de agosto de 1889 – 8 de novembro de 1960) foi um médico brasileiro.
Graduado em medicina pela Faculdade de Medicina do Rio de Janeiro em 1911, com a tese “Aborto Criminoso no Rio de Janeiro”. Foi eleito membro da Academia Nacional de Medicina em 1942, sucedendo Oscar da Silva Araújo na Cadeira 59, que tem Nina Rodrigues como patrono.